# Un vœu pour être heureux
Un vœu pour être heureux (The Wishing Well) est un téléfilm de Noël américain réalisé par David Jackson, diffusé le 9 janvier 2010 sur Hallmark Channel.

## Fiche technique
- Réalisation : David Jackson
- Scénario : Steven H. Berman
- Photographie : Brian Shanley
- Musique : Stephen Graziano
- Pays : États-Unis
- Durée : 90 minutes
- Première diffusion : 9 janvier 2010 sur Hallmark Channel

## Distribution
- Jordan Ladd : Cynthia Tamerline
- Jason London : Mark
- Ernest Borgnine (VF : Marc Cassot) : Big Jim
- Sally Kellerman : Donette
- Tempestt Bledsoe : Enid
- Michael Rose : Bob
- Jadin Gould (ru) : Abby Jansen
- Kyle T. Heffner (en) : Keenie James
- Heather Tocquigny : Erin
- Kevin Kirkpatrick : Tyson